# 2005 en astronomie
2003 en astronomie - 2004 en astronomie - 2005 en astronomie - 2006 en astronomie - 2007 en astronomie 

## Astronomie

### Prix
- Médaille Bruce : Robert Paul Kraft

## Événements

### Janvier
- 4 janvier : la Terre se trouve à son périhélie[1]
- 11 janvier : annonce de la première photographie directe d'une exoplanète, autour de 2M1207[2]
- 12 janvier :
  - lancement de la sonde Deep Impact de la NASA par une fusée Delta 2 depuis le centre spatial Kennedy ;
  - transit de Mercure devant le Soleil depuis Mars[3]
- 14 janvier :
  - la sonde Huygens traverse avec succès l'atmosphère de Titan et se pose à sa surface. Elle transmet des données pendant un peu plus d'une heure à la sonde Cassini après cela ;
  - transit de la Terre devant le Soleil depuis Saturne[4]
- 26 janvier : la mission SMART-1 de l'ESA commence à transmettre des images de la surface de la Lune.

### Février
- 7 février : la NASA annonce ses prévisions budgétaires. Elle prévoit de ne pas assurer la maintenance du télescope spatial Hubble et d'envoyer une mission robotisée pour le décrocher de son orbite et l'écraser de façon sûre dans un océan. En outre, la mission Jupiter Icy Moons Orbiter est annulée.
- 12 février : lancement avec succès de la fusée Ariane 5 ECA de l'ESA transportant trois satellites. Le précédent essai de lancement de ce modèle en décembre 2002 avait échoué.
- 23 février : annonce de la découverte d'une galaxie, VIRGOHI21, composée presque entièrement de matière noire[5]. Il s'agissait en réalité d'un nuage de gaz échappé de la galaxie NGC 4254.

### Mars
- 4 mars : survol de la Terre par la sonde Rosetta
- 20 mars : équinoxe de mars à 12:33 UTC[1]
- 23 mars  : deux équipes indépendantes annoncent l'observation de lumière provenant de planètes orbitant deux étoiles différentes (HD 209458b autour de HD 209458 et TrES-1 autour de GSC 02652-01324), à l'aide du télescope spatial Spitzer[6]

### Avril
- 8 avril : éclipse solaire hybride[7]
- 24 mars : éclipse lunaire pénombrale[8]

### Juin
- 14 juin : annonce de la découverte d'une exoplanète d'une taille comparable à celle de la Terre autour de Gliese 876[9]
- 21 juin : solstice de juin à 06:46 UTC[1]

### Juillet
- 3 juillet : la Terre se trouve à son aphélie[1]
- 4 juillet : la sonde Deep Impact observe avec succès la désintégration de son « impacteur » lors de sa collision avec la comète Tempel 1.
- 13 juillet : annonce de la découverte de HD 188753 Ab, première exoplanète connue située dans un système triple[10]
- 26 juillet : lancement de la mission STS-114 de la navette spatiale américaine Discovery, première mission d'une navette depuis la désintégration de Columbia lors de son retour deux ans plus tôt
- 29 juillet : annonce de la découverte de l'objet transneptunien (136199) Éris, plus gros que Pluton, le même jour que celle de (136108) Hauméa — dont la paternité est controversée — et (136472) Makémaké.

### Août
- 2 août : survol de la Terre par la sonde MESSENGER
- 12 août : lancement de la sonde Mars Reconnaissance Orbiter de la NASA
- 22 août : écrasement d'une météorite de 4,1 kg dans la zone de Dotito au Zimbabwe

### Septembre
- 22 septembre : équinoxe de septembre à 22:23 UTC[1]

### Octobre
- 3 octobre : éclipse solaire annulaire (Europe, Afrique)[11]
- 4 octobre : annonce de la découverte de HD 189733 b, la première exoplanète capturée passant devant son étoile mère aux rayons X[12].
- 12 octobre : lancement de Shenzhou 6, le second vol spatial habité chinois, avec à son bord Fei Junlong et Nie Haisheng, pour cinq jours en orbite
- 17 octobre : éclipse lunaire partielle[13]
- 27 octobre : lancement du satellite Sina 1, premier satellite iranien, par une fusée russe Kosmos-3M
- 31 octobre : annonce de la découverte de deux nouveaux satellites de Pluton, temporairement nommés S/2005 P 1 et S/2005 P 2[14]

### Novembre
- 17 novembre : transit de Mercure devant le Soleil depuis Vénus[15]
- 19 novembre : premier atterrissage de la sonde Hayabusa de l'Agence d'exploration aérospatiale japonaise sur l'astéroïde (25143) Itokawa. Un deuxième atterrissage a été effectué le 25 novembre
- 23 novembre : transit de Mercure devant le Soleil depuis Mars [16]

### Décembre
- 13 décembre : annonce de la découverte de 2004 XR190, objet possédant l'orbite la plus inclinée de tout le système solaire[17]
- 21 décembre :
  - Solstice de décembre à 18:35 UTC[1]
  - Annonce d'une mesure plus précise de la taille de la source d'onde radio Sagittarius A*, trou noir possible au centre de la Voie lactée, estimée à 1 ua de rayon[18]
- 25 décembre : transit de Mercure devant le Soleil depuis Jupiter[19]
- 28 décembre : lancement de GIOVE-A, premier satellite de test du futur système de positionnement Galileo de l'ESA, depuis le cosmodrome de Baïkonour